# Rhynchoconger
Genre
Rhynchoconger est un genre de poissons téléostéens serpentiformes de la famille des congridés.

## Liste des espèces
- Rhynchoconger ectenurus (Jordan et Richardson, 1909)
- Rhynchoconger flavus (Goode et Bean, 1896)
- Rhynchoconger gracilior (Ginsburg, 1951)
- Rhynchoconger guppyi (Norman, 1925)
- Rhynchoconger nitens (Jordan et Bollman, 1890)
- Rhynchoconger squaliceps (Alcock, 1894)
- Rhynchoconger trewavasae Ben-Tuvia, 1993